# John Love (Rennfahrer)
John Maxwell Lineham Love (* 7. Dezember 1924 in Bulawayo; † 25. April 2005 ebenda) war ein Formel-1-Rennfahrer aus Südrhodesien, dem heutigen Simbabwe.

## Karriere

### Anfänge
Im Zweiten Weltkrieg diente John Love in der britischen Armee. Er war unter anderem als Panzerfahrer in Italien eingesetzt. In den 1950er Jahren beteiligte sich Love an zahlreichen Formel-3-Rennen im südlichen Afrika. Sein erster großer Erfolg war der Sieg beim Großen Preis von Angola 1959, den er in einem fünf Jahre alten Jaguar erzielte.
1960 zog Love nach Großbritannien. Hier engagierte er sich in der Formel Junior. 1961 fuhr er zusammen mit Tony Maggs in Ken Tyrrells Formel-Junior-Team. Er beendete die Meisterschaft auf Platz drei. 1962 beteiligte sich Love erneut an der Formel-Junior-Meisterschaft, daneben fuhr er Tourenwagenrennen für das Werksteam der British Motor Corporation (BMC). Bei einem Rennen im französischen Albi im September 1962 verunglückte Love schwer. Bei dem Versuch, Tony Maggs auszuweichen, kam sein Auto von der Piste ab und traf auf einen Erdwall. Love brach sich den linken Arm und fiel für den Rest des Jahres aus. Loves linker Arm war für mehrere Monate unbeweglich. Er erhielt daraufhin kein Cockpit mehr bei einem europäischen Team. Er kaufte im Herbst 1962 einen Formel-1-Rennwagen von Cooper, mit dem er nach Rhodesien zurückkehrte.

### Südafrikanische Formel-1-Meisterschaft
Seit 1962 trat Love in der Formel 1 an. In den 1960er-Jahren war Love einer der erfolgreichsten Motorsportler Afrikas. Er gewann sechsmal in Folge die Südafrikanische Formel-1-Meisterschaft (1964 bis 1969); sechsmal gewann er auch sein Heimrennen, den Großen Preis von Rhodesien. Dabei verfügte er zumeist über britische Rennwagen, die den vielfach selbst konstruierten Fahrzeugen seiner südafrikanischen Konkurrenten technisch überlegen waren (Cooper T55, Brabham BT20, Lotus 49). Für die Saison 1971 übernahm Love einen neu aufgebauten March 701 (Chassisnummer 701/10), der sich allerdings nicht als konkurrenzfähig erwies. Sein Wettbewerber Dave Charlton, der auf Fahrzeuge von Lotus setzte, dominierte ab 1971 die südafrikanische Formel-1-Meisterschaft in ähnlicher Weise, wie es Love zuvor getan hatte.

### Automobil-Weltmeisterschaft
Neben den Rennen in der nationalen Meisterschaft bestritt Love von 1962 bis 1972 auch einige Rennen der Automobil-Weltmeisterschaft. Sein Debüt gab er am 29. Dezember 1962 beim Großen Preis von Südafrika. Love meldete jeweils seine privaten Fahrzeuge; vielfach erfolgte die Meldung unter der Bezeichnung Team Gunston. Insgesamt bestritt er neun Weltmeisterschaftsläufe, alle anlässlich beim Großen Preis von Südafrika.
Loves erfolgreichstes Rennen war der Große Preis von Südafrika 1967. Er trat hier mit einem Cooper T79 an, der von einem 2,7 Liter großen Vierzylindermotor von Coventry Climax angetrieben wurde. Dabei handelte es sich um das Auto, das Bruce McLaren 1966 in der Tasman-Serie eingesetzt hatte. Die konkurrierenden Werksteams verfügten zu dieser Zeit bereits überwiegend über 3,0 Liter große Triebwerke, die die Hubraumgrenze des ab 1966 geltenden Reglements voll ausnutzten. Ungeachtet der Leistungsschwäche seines Fahrzeugs qualifizierte er sich für den fünften Startplatz. Er ging damit vor Graham Hill im Werks-Lotus und vor Jochen Rindt im Werks-Cooper ins Rennen. Im Rennen lag Love ab Runde 60 auf der ersten Position; er führte das Rennen 13 Runden lang an. Sieben Runden vor Schluss musste Love die Führung an Pedro Rodríguez abgeben, der einen Werks-Cooper T79 fuhr. Rodríguez gewann das Rennen, Love wurde Zweiter.
Beim Großen Preis von Italien 1964 erhielt Love zudem die Möglichkeit, für das Cooper-Team neben Bruce McLaren einen Werkswagen zu fahren. Love qualifizierte sich zu dem Rennen nicht. Er erreichte im Qualifikationstraining eine Rundenzeit von 1:48,500 Minuten. Damit war er 11,1 Sekunden langsamer als John Surtees, der im Ferrari 158 die Pole-Position herausgefahren hatte. Seine Zeit lag mehr als fünf Sekunden über der für eine Qualifikation erforderlichen Rundenzeit.
John Love verstarb im Alter von 80 Jahren in seiner Heimatstadt Bulawayo (Simbabwe) an Krebs.

## Statistik

### Statistik in der Automobil-Weltmeisterschaft
Diese Statistik umfasst alle Teilnahmen des Fahrers an der Automobil-Weltmeisterschaft, die heutzutage als Formel-1-Weltmeisterschaft bezeichnet wird.

#### Gesamtübersicht
| Saison | Team              | Chassis      | Motor                | Rennen | Siege | Zweiter | Dritter | Poles | schn. Rennrunden | Punkte | WM-Pos. |
| ------ | ----------------- | ------------ | -------------------- | ------ | ----- | ------- | ------- | ----- | ---------------- | ------ | ------- |
| 1962   | John Love         | Cooper T55   | Climax 1.5 L4        | 1      | −     | −       | −       | −     | −                | −      | −       |
| 1963   | John Love         | Cooper T55   | Climax 1.5 L4        | 1      | −     | −       | −       | −     | −                | −      | −       |
| 1965   | John Love         | Cooper T55   | Climax 1.5 V8        | 1      | −     | −       | −       | −     | −                | −      | −       |
| 1967   | John Love         | Cooper T79   | Climax 2.8 L4        | 1      | −     | 1       | −       | −     | −                | 6      | 11.     |
| 1968   | Team Gunston      | Brabham BT20 | Repco 3.0 V8         | 1      | −     | −       | −       | −     | −                | −      | −       |
| 1969   | Team Gunston      | Lotus 49     | Ford-Cosworth 3.0 V8 | 1      | −     | −       | −       | −     | −                | −      | −       |
| 1970   | Team Gunston      | Lotus 49     | Ford-Cosworth 3.0 V8 | 1      | −     | −       | −       | −     | −                | −      | −       |
| 1971   | Team Peco/Gunston | March 701    | Ford-Cosworth 3.0 V8 | 1      | −     | −       | −       | −     | −                | −      | −       |
| 1972   | Team Gunston      | Surtees TS9  | Ford-Cosworth 3.0 V8 | 1      | −     | −       | −       | −     | −                | −      | −       |
| Gesamt | Gesamt            | Gesamt       | Gesamt               | 9      | −     | 1       | −       | −     | −                | 6      |         |

#### Einzelergebnisse
| Saison | 1  | 2 | 3 | 4 | 5 | 6 | 7   | 8 | 9 | 10 | 11 | 12 | 13 |
| ------ | -- | - | - | - | - | - | --- | - | - | -- | -- | -- | -- |
| 1962   |    |   |   |   |   |   |     |   |   |    |    |    |    |
|        |    |   |   |   |   |   |     | 8 |   |    |    |    |    |
| 1963   |    |   |   |   |   |   |     |   |   |    |    |    |    |
|        |    |   |   |   |   |   |     |   | 9 |    |    |    |    |
| 1964   |    |   |   |   |   |   |     |   |   |    |    |    |    |
|        |    |   |   |   |   |   | DNQ |   |   |    |    |    |    |
| 1965   |    |   |   |   |   |   |     |   |   |    |    |    |    |
| DNF    |    |   |   |   |   |   |     |   |   |    |    |    |    |
| 1967   |    |   |   |   |   |   |     |   |   |    |    |    |    |
| 2      |    |   |   |   |   |   |     |   |   |    |    |    |    |
| 1968   |    |   |   |   |   |   |     |   |   |    |    |    |    |
| 9      |    |   |   |   |   |   |     |   |   |    |    |    |    |
| 1969   |    |   |   |   |   |   |     |   |   |    |    |    |    |
| DNF    |    |   |   |   |   |   |     |   |   |    |    |    |    |
| 1970   |    |   |   |   |   |   |     |   |   |    |    |    |    |
| 8      |    |   |   |   |   |   |     |   |   |    |    |    |    |
| 1971   |    |   |   |   |   |   |     |   |   |    |    |    |    |
| DNF    |    |   |   |   |   |   |     |   |   |    |    |    |    |
| 1972   |    |   |   |   |   |   |     |   |   |    |    |    |    |
|        | 16 |   |   |   |   |   |     |   |   |    |    |    |    |

| Legende  | Legende            | Legende                                                          |
| Farbe    | Abkürzung          | Bedeutung                                                        |
| -------- | ------------------ | ---------------------------------------------------------------- |
| Gold     | –                  | Sieg                                                             |
| Silber   | –                  | 2. Platz                                                         |
| Bronze   | –                  | 3. Platz                                                         |
| Grün     | –                  | Platzierung in den Punkten                                       |
| Blau     | –                  | Klassifiziert außerhalb der Punkteränge                          |
| Violett  | DNF                | Rennen nicht beendet (did not finish)                            |
| Violett  | NC                 | nicht klassifiziert (not classified)                             |
| Rot      | DNQ                | nicht qualifiziert (did not qualify)                             |
| Rot      | DNPQ               | in Vorqualifikation gescheitert (did not pre-qualify)            |
| Schwarz  | DSQ                | disqualifiziert (disqualified)                                   |
| Weiß     | DNS                | nicht am Start (did not start)                                   |
| Weiß     | WD                 | zurückgezogen (withdrawn)                                        |
| Hellblau | PO                 | nur am Training teilgenommen (practiced only)                    |
| Hellblau | TD                 | Freitags-Testfahrer (test driver)                                |
| ohne     | DNP                | nicht am Training teilgenommen (did not practice)                |
| ohne     | INJ                | verletzt oder krank (injured)                                    |
| ohne     | EX                 | ausgeschlossen (excluded)                                        |
| ohne     | DNA                | nicht erschienen (did not arrive)                                |
| ohne     | C                  | Rennen abgesagt (cancelled)                                      |
| ohne     | keine WM-Teilnahme |                                                                  |
| sonstige | P/fett             | Pole-Position                                                    |
| sonstige | 1/2/3/4/5/6/7/8    | Punktplatzierung im Sprint-/Qualifikationsrennen                 |
| sonstige | SR/kursiv          | Schnellste Rennrunde                                             |
| sonstige | *                  | nicht im Ziel, aufgrund der zurückgelegten Distanz aber gewertet |
| sonstige | ()                 | Streichresultate                                                 |
| sonstige | unterstrichen      | Führender in der Gesamtwertung                                   |